# Zuid-Californië

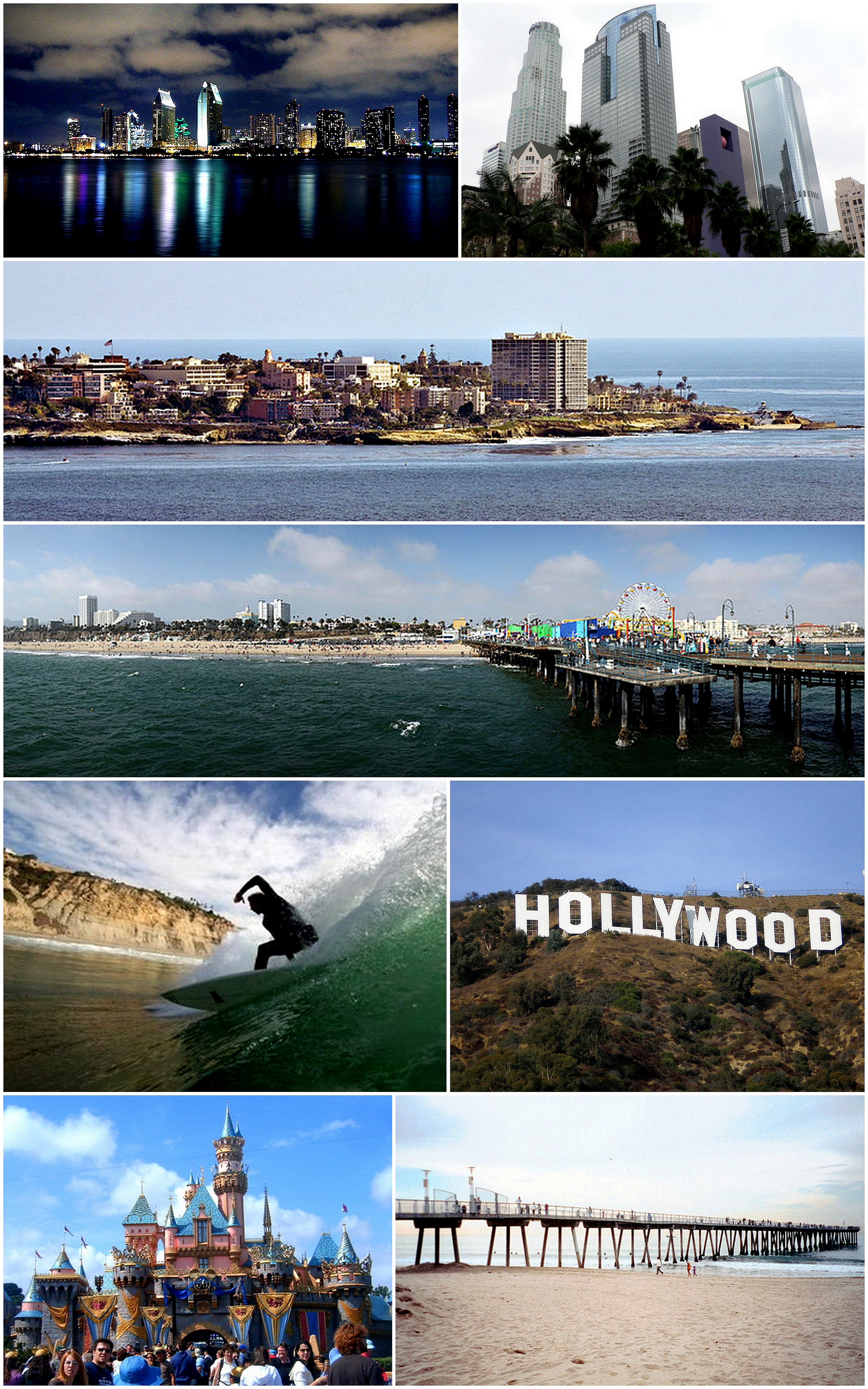
Collage van zichten in Zuid-Californië

Zuid-Californië (Engels: Southern California of SoCal) is een geografische en culturele regio die het zuiden van de Amerikaanse deelstaat Californië omvat. De streek ligt aan de Stille Oceaan tussen Baja California in Mexico, de Amerikaanse staten Arizona en Nevada en de rest van Californië, dat Noord-Californië wordt genoemd. Zuid-Californië wordt veelal gedefinieerd als de acht meest zuidelijke county's van Californië: Imperial, Los Angeles, Orange, Riverside, San Bernardino, San Diego, Santa Barbara en Ventura County. Deze hebben sterke demografische en economische banden. Soms worden ook Kern en San Luis Obispo County tot Zuid-Californië gerekend.
Zuid-Californië is een economisch belangrijke regio waar 23 miljoen mensen wonen. De streek omvat de metropolen en agglomeraties rond Los Angeles en Orange County, het Inland Empire, San Diego, Oxnard-Thousand Oaks-Ventura, Santa Barbara, San Luis Obispo en El Centro. In de Greater Los Angeles Area alleen wonen zo'n 13 miljoen mensen. Alleen het verstedelijkte gebied in het noordoosten van het land telt meer inwoners dan Zuid-Californië.
In Zuid-Californië, en meer bepaald in Los Angeles en Hollywood, zijn veel en grote entertainmentbedrijven gevestigd. Zuid-Californië herbergt het merendeel van Amerikaanse film-, televisie- en muziekindustrie. Andere belangrijke sectoren zijn aardolie en de vliegtuigindustrie. Verder wordt de streek geassocieerd met surf- en skatecultuur. Veel steden in Zuid-Californië zijn populaire toeristische bestemmingen.

## Geografie

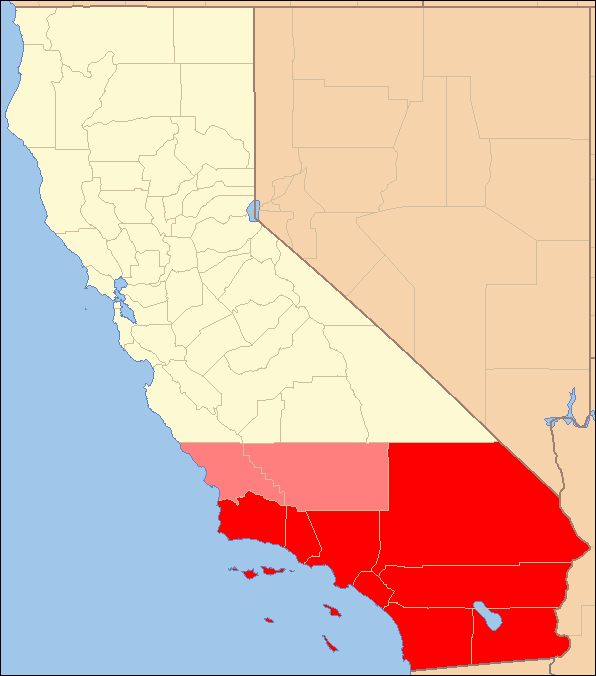
Kaart van Zuid-Californië

Zuid-Californië omvat een grote diversiteit aan landschappen: eilanden in de Stille Oceaan, stranden, kustvlakten, bergketens, valleien en uitgestrekte woestijnen. De Transverse Ranges staan haaks op de Pacific Coast Ranges van de Central Coast en scheiden de Central Valley van de valleien en vlaktes van Los Angeles, Orange County en San Diego. De Peninsular Ranges scheiden die kustvlaktes op hun beurt af van het droge binnenland en de achterliggende woestijnen.
De regio wordt weleens opgedeeld in de Coastal Region, die sterker verstedelijkt is, en de Desert Region, die dunner bevolkt is. Die eerste regio omvat de vlaktes en valleien langs de kust. Die laatste regio omvat het Inland Empire en de Imperial Valley. De grootste stedelijke centra zijn Los Angeles, San Diego en Orange County, allen in de kustgebieden. Het United States Census Bureau beschouwt de oostelijk gelegen gebieden San Bernardino and Riverside County als afzonderlijke metropolen, en rekent ze niet tot de agglomeratie rond Los Angeles County.
Als geheel genomen is Zuid-Californië een van de grootste stedelijke gebieden van de Verenigde Staten. Het is de op een na grootste 'megalopool', na BosWash. Terwijl de steden in het BosWash-gebied zich kenmerken door grote bevolkingsdichtheden in de binnensteden en drukke spoorwegen, staat het zuiden van Californië vooral bekend om zijn grote, uitgespreide voorsteden en het gebruik van auto's en snelwegen. De Regional Plan Association definieert 11 zogenaamde 'megaregio's' in de VS, waaronder de megaregio Zuid-Californië, die ook Las Vegas en Tijuana omvat. In 2010 woonde hier bijna 25 miljoen mensen, met een verwachte bevolkingsaanwas van 19% tussen 2010 en 2025.
De vaakst gehanteerde geografische grens tussen Noord- en Zuid-Californië is de breedtegraad 35° 47′ 28" noorderbreedte, de noordergrens van San Luis Obispo, Kern en San Bernardino County. In de hoofden van Californiërs vormen de Tehachapi Mountains, die ongeveer 110 kilometer ten noorden van Los Angeles liggen, de grens tussen noord en zuid.

### Grote steden

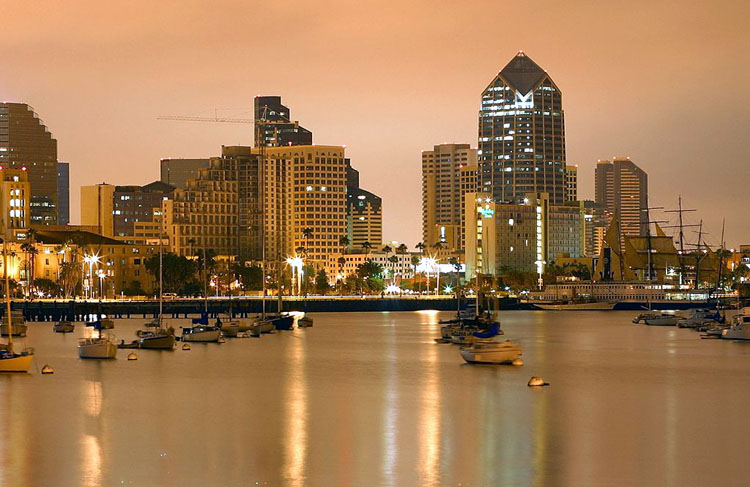
San Diego

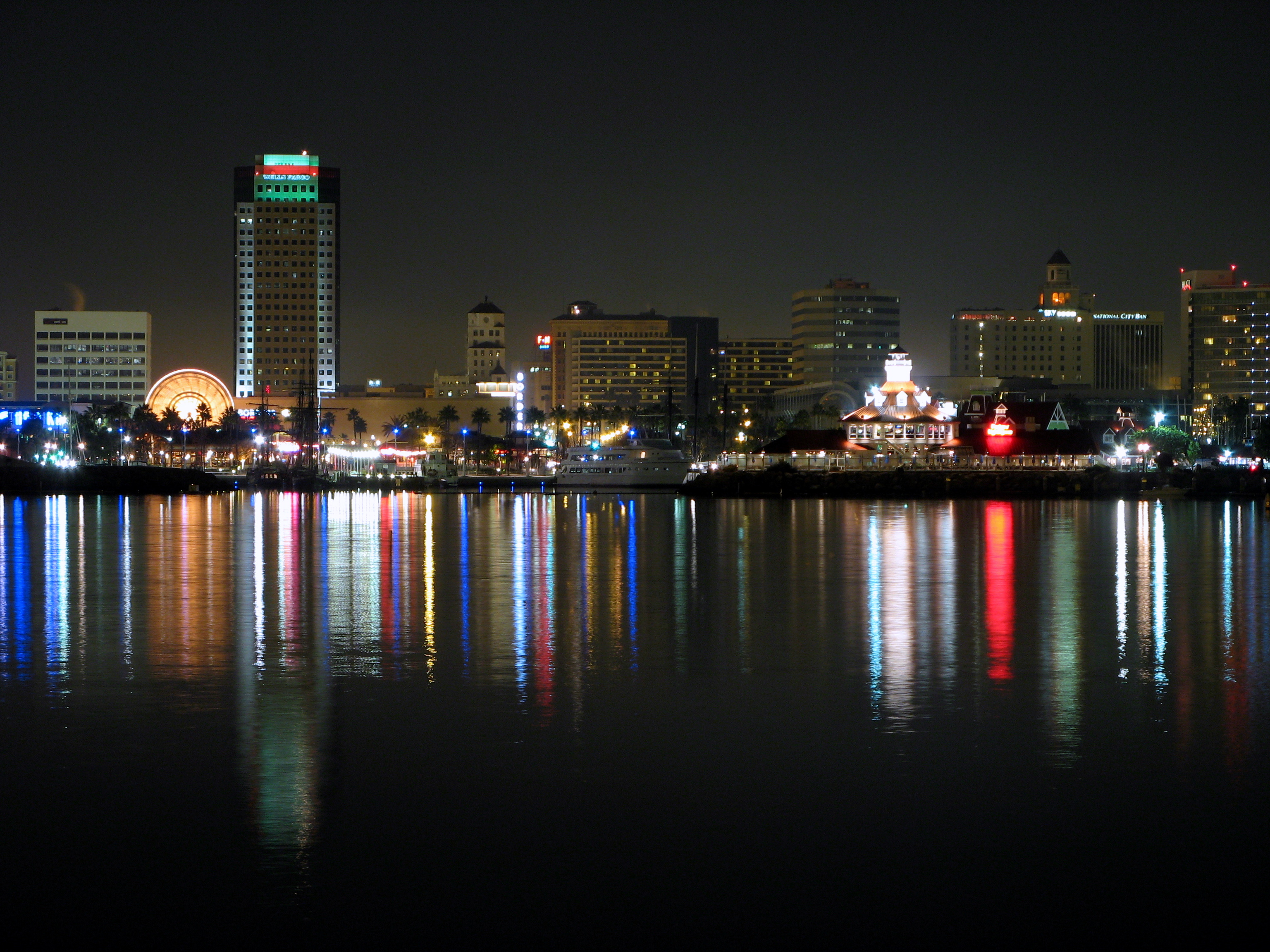
Long Beach

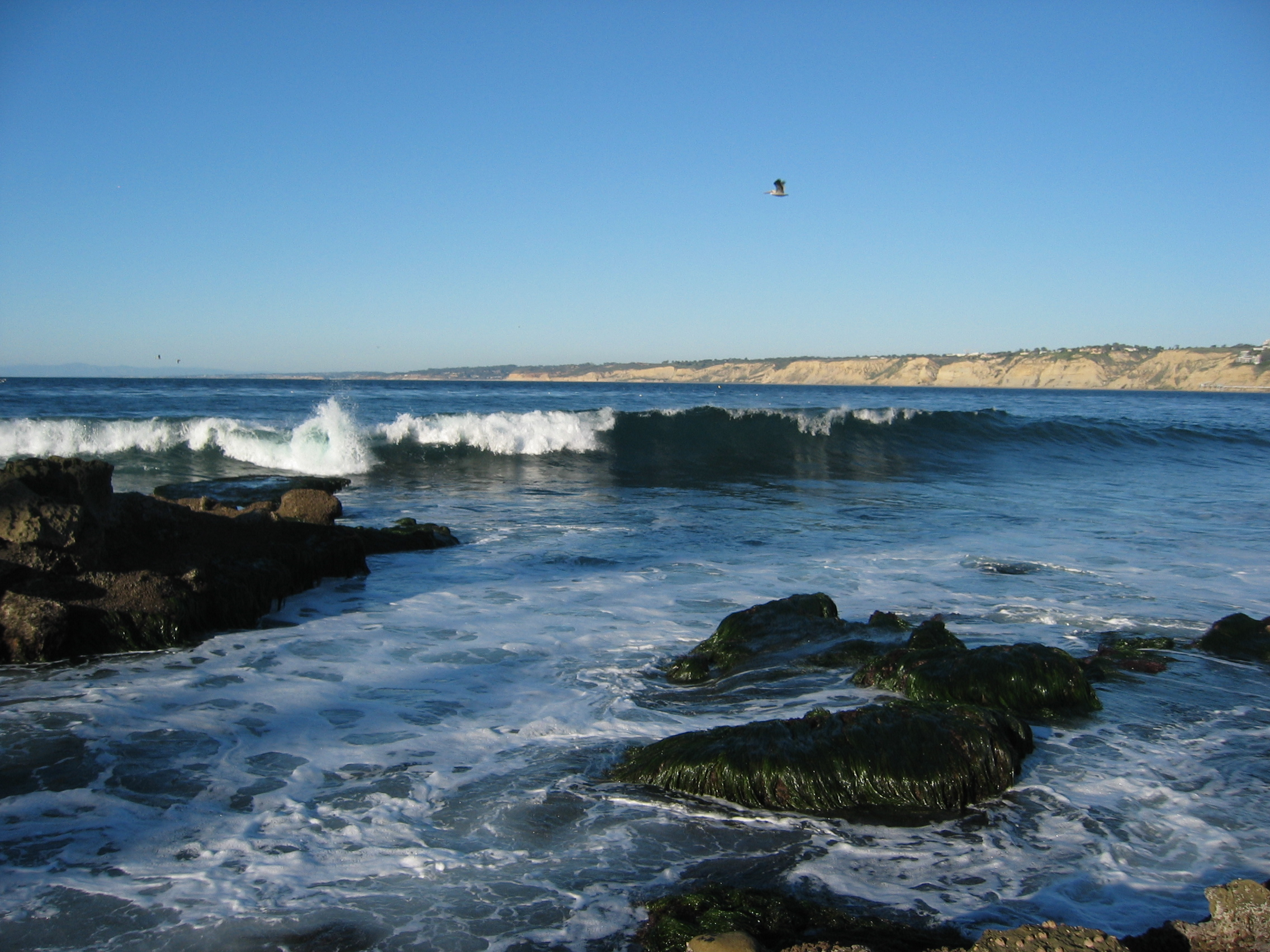
Uitzicht vanaf La Jolla Cove in San Diego

|    | Stad             | County         | Bevolking |
| 1  | Los Angeles      | Los Angeles    | 3.928.364 |
| 2  | San Diego        | San Diego      | 1.381.069 |
| 3  | Long Beach       | Los Angeles    | 473.577   |
| 4  | Bakersfield      | Kern           | 368.759   |
| 5  | Anaheim          | Orange         | 346.997   |
| 6  | Santa Ana        | Orange         | 334.909   |
| 7  | Riverside        | Riverside      | 319.504   |
| 8  | Chula Vista      | San Diego      | 260.988   |
| 9  | Irvine           | Orange         | 248.531   |
| 10 | San Bernardino   | San Bernardino | 215.213   |
| 11 | Oxnard           | Ventura        | 205.437   |
| 12 | Fontana          | San Bernardino | 204.950   |
| 13 | Moreno Valley    | Riverside      | 202.976   |
| 14 | Huntington Beach | Orange         | 200.809   |
| 15 | Glendale         | Los Angeles    | 200.167   |

### County's
- Imperial County
- Kern County
- Los Angeles County
- Orange County
- Riverside County
- Santa Barbara County
- San Bernardino County
- San Diego County
- San Luis Obispo County
- Ventura County

## Demografie
De volkstelling van 2010 wees uit dat er in Zuid-Californië, gedefinieerd als de tien meest zuidelijke county's, 22.680.010 mensen woonden. De bevolking van Zuid-Californië groeide tussen 2000 en 2010 minder sterk aan dan de volledige staat Californië, vooral doordat er in de San Francisco Bay Area en de agglomeratie van Sacramento een grotere economische groei was, wat voor een sterkere bevolkingsaanwas leidde in het noorden.